# Corrupião-do-rio-negro
Icterus cayanensis chrysocephalus, conhecido popularmente como corrupião-do-rio-negro ou rouxinol-do-rio-negro, é uma espécie de ave da família Icteridae.

## Caracterização
O corrupião-do-rio-negro mede aproximadamente 21 cm de comprimento e pesa 42 gramas. Os sexos são semelhantes. Apresenta plumagem negra com coroa, uropígio e dragona amarelo-ouro.
Vive na mata de galeria e palmares. Ocorre de Trinidad, Guianas e Venezuela até os altos rios Negro e Branco, no Brasil. A população de Trinidad pode ser fruto de uma colonização recente ou de fuga. Encontrado desde o nível do mar até 1.000 m de altitude.
Alimenta-se principalmente de insetos, podendo incluir néctar e frutos em sua dieta. Constrói seu ninho em bolsa no miriti (Mauritia flexuosa), amarrando nos folíolos de palmas secas, tombadas, que pendem verticalmente.
É considerado uma subespécie de I. cayanensis.